# Марк Готтігер
Марк Готтігер (нім. Marc Hottiger, нар. 7 листопада 1967, Лозанна) — колишній швейцарський футболіст, що грав на позиції захисника.
Виступав за швейцарські клуби «Лозанна» та «Сьйон» і англійські «Ньюкасл Юнайтед» та «Евертон», а також національну збірну Швейцарії, разом з якою був учасником чемпіонату світу та Європи.

## Клубна кар'єра
Марк Готтігер розпочав свою кар'єру в молодіжній команді з аматорської ліги Швейцарії «Ренвнс» з передмістя Лозанни. Скаути основного клубу швидко помітили талановитого захисника, і в 1988 році Хоттигер уклав свій перший професійний контракт.
Марк досить швидко освоївся в «Лозанні» і став основним центральним захисником команди. Вже через рік виступів у Суперлізі Готтігер отримав запрошення у збірну країни. Протягом чотирьох сезонів, проведених за рідний клуб, Готтігер став одним з найбільш стабільних захисників у чемпіонаті, не пропустив майже жодного матчу. У 1992 році у Марка закінчився контракт і він прийняв запрошення «Сьйона».
«Сьйон» у попередньому сезоні вперше у своїй історії виграв чемпіонат Швейцарії, тож клубу для вдалого виступу в єврокубках було необхідно посилення. Для цих цілей був запрошений Готтігер. Вже в першому сезоні за новий клуб Марк став справжнім лідером команди і одним із найкращих бомбардирів. Він забив 7 голів в 32 матчах чемпіонату. У наступному сезоні Готтігер не знизив планку і вразив ворота суперників 6 разів, відігравши чемпіонат майже без замін. Після чемпіонату світу в США Марк покинув батьківщину і прийняв пропозицію англійської «Ньюкасл Юнайтед».
1 серпня 1994 року Готтігер підписав контракт з «Ньюкасл Юнайтед». Сума трансферу 525 тис. фунтів стерлінгів. Марк швидко завоював місце в основі «сорок». У своєму першому сезоні в англійській Прем'єр-лізі, Готтігер взяв участь в 38 матчах, а також забив красивий гол у поєдинку третього раунду Кубку Англії проти «Блекберн Роверз». У наступному сезоні в «Ньюкасл» прийшов Воррен Бартон і тренер «сорок» Кевін Кіган робить ставку на новачка. Марк опинився на лаві запасних, з'явившись на полі лише раз.
Через це 19 січня 1996 року Готтігер перейшов у стан «Евертона». Сума трансферу склала 700 тис. фунтів стерлінгів, попри те, що були проблеми з отриманням дозволу на роботу. У новій команді  Готтігер також нечасто з'являвся на полі, запам'ятавшись лише голом у ворота «Болтон Вондерерз» на останніх хвилинах. Через відсутність ігрової практики у клубі він втратив місце у збірній.
Влітку 1997 року Готтігер повернувся в «Лозанни». Перший сезон він відіграв досить впевнено і взяв участь в 29 матчах. В наступному сезоні через жорстку конкуренцію і травми Марк майже не грав. По закінченні сезону 1998/99 Готтігер знову перейшов в «Сьйон».
Завершив професійну ігрову кар'єру у клубі «Сьйон» у 2002 році.

## Виступи за збірну
11 жовтня 1989 року дебютував в офіційних іграх у складі національної збірної Швейцарії у відбірковому матчі чемпіонату світу 1990 року проти збірної Бельгії. 12 вересня 1990 року в відбірковому матчі чемпіонату Європи 1992 року проти збірної Болгарії він забив свій перший гол за національну команду.
У 1994 році Марк потрапив в заявку на участь у чемпіонаті світу в США. На турнірі він зіграв у матчах проти збірних Іспанії, Колумбії, Румунії та США.
У 1996 році Готтігер потрапив у заявку збірної на участь у чемпіонаті Європи в Англії. На турнірі він зіграв у матчах проти команд Нідерландів та Шотландії.
Протягом кар'єри у національній команді, яка тривала 8 років, провів у формі головної команди країни 63 матчі, забивши 5 голів.

### Голи за збірну Швейцарії
| #  | Дата               | Місце                              | Суперник   | Рахунок | Результат | Змагання               |
| -- | ------------------ | ---------------------------------- | ---------- | ------- | --------- | ---------------------- |
| 1. | 12 вересня 1990    | Стад-де-Шарміль, Женева, Швейцарія | Болгарія   | 1:0     | 2:0       | Кваліфікація Євро-1992 |
| 2. | 5 червня 1991      | Еспенмус, Санкт-Галлен, Швейцарія  | Сан-Марино | 2:0     | 7:0       | Кваліфікація Євро-1992 |
| 3. | 1 травня 1993 року | Вандоркф, Берн, Швейцарія          | Італія     | 1:0     | 1:0       | Кваліфікація ЧС-1994   |
| 4. | 26 квітня 1995     | Вандоркф, Берн, Швейцарія          | Туреччина  | 1:1     | 1:2       | Кваліфікація Євро-1996 |

## Титули і досягнення
- Володар Кубка Швейцарії (2):

«Лозанна»: 1997–98, 1998–99